# 鹽水港 (新竹市)
鹽水港，是台灣新竹市香山區的一個傳統地域名稱。

## 地理

### 區域

#### 地名由來
因位於鹽水港溪（今鹽港溪）口之港口而得名。:36

#### 範圍
鹽水港位於香山區西南部。相較於今日行政區，其範圍大致包括內湖里、鹽水里、南港里。

#### 聚落
本地區發展較早的聚落為鹽水港，在日治初期的官方地圖上已有記載。此外，本地區尚有草厝、內湖等聚落。:579

### 水文
本地區位於鹽港溪下游，另有其支流粟仔坑溪（含其支流苦仔坑溪）流經。北側以海山川與海山罟為鄰。

## 歷史
台灣清治末期至日治前期，鹽水港地區為一街庄，稱為「鹽水港庄」，隸屬於竹北一堡。該庄北與海山罟庄為鄰，東與茄苳湖庄為鄰，東南邊南隘庄，南邊隔鹽港溪與口公館庄為界，西南邊為崎頂庄，西邊臨台灣海峽。
1901年（日治明治三十四年）11月，全台廢縣廳改設二十廳，該庄隸屬於新竹廳。1909年（明治四十二年）10月，合併二十廳為十二廳，該庄隸屬不變。1920年（大正九年），廢十二廳改設五州二廳，該庄改制為「鹽水港」大字，隸屬於新竹州新竹郡香山庄。1941年（昭和十六年），香山庄廢庄併入新竹市。
戰後新竹市改制為省轄市，香山仍屬之，大字改制為里。1946年新竹市重劃為五個區，香山為其中一區。1950年新竹縣市合併後拆分為桃、竹、苗三縣，新竹市縮減轄區並降為新竹縣縣轄市，香山區拆出成為香山鄉，隸屬於新竹縣，本地區仍屬之，但里改制為村。1982年7月，新竹市再度升格為省轄市，香山鄉再度併入成為香山區，村再度改制為里。由於人口增加，本地區已拆分為多個里。

## 交通
台鐵縱貫線大致以北北東—南南西走向轉東北—西南走向經過鹽水港地區西部，境內未設站。北側最近的是香山車站，屬於甲種簡易站，只停靠區間車。南側最近的是竹南車站，屬於一等站，停靠部分太魯閣、自強號及全部的區間車。
國道3號又稱「福爾摩沙高速公路」，是台灣西部第二條縱向高速公路，大致以東北—西南走向經過本地區東南部，在本地區南部的省道台1線路口及南鄰口公館北部的省道台13線路口共同設有香山交流道，由此進入可快速前往台灣西部國道3號沿線各地。
省道台1線又稱「縱貫公路」，是台北至屏東楓港的傳統幹道，大致以北北東—南南西走向轉西北—東南走向經過本地區，向北可前往新竹市區、竹北、新豐等地，向南可前往頭份、竹南、後龍等地。
省道台13線是香山內湖至豐原的幹道，其北側端點位於本地區中部內湖聚落西北部省道台1線路口。由此向南可前往竹南、頭屋、苗栗等地。
省道台61線又稱「西部濱海快速公路」，是八里至安南的快速公路，大致以北北西—南南東向轉東北—西南走向經過本地區西部海岸地帶，向北經香山市區至浸水橋後為未通車路段，以省道台15線為代用道路，可前往舊港、紅毛港、觀音等地，向南可前往中南部沿海各地。
「西濱公路連絡道」是位於鹽港溪南岸且跨越鹽水港、崎頂、口公館三地區的道路，其西側可連接省道台61線，東側可於國道3號香山交流道北側連接省道台13線及台1線。
縣道117號是新豐埔和至香山內湖的道路，其南側端點位於本地區內湖聚落東南部省道台1線路口。由此向東北東經茄苳湖轉北可前往青草湖、新竹市區、埔頂、六家等地。

## 設施

### 學校

#### 中等教育
- 香山國民中學內湖分校（1991年）→內湖國民中學（1993年）

#### 初等教育
- 牛埔公學校鹽水港分校（1918年）→香山公學校鹽水港分校（1921年）→香山公學校鹽水港分教場（1922年）→鹽水公學校（1928年）→鹽水國民學校（1941年）→內湖國民學校（年）→內湖國民小學（1968年）